# 세네감비아

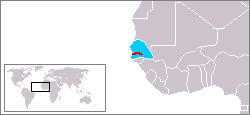
세네갈
감비아

세네감비아(영어: Senegambia, 프랑스어: Sénégambie)는 서아프리카의 세네갈과 감비아로 이루어진 지역이다. 양국은 민족적으로 서로 명확히 나뉘지 않지만 프랑스와 영국의 식민지 다툼에 의해 현재의 국경이 결정되었다.

## 연합
세네감비아 연합(영어: Senegambia Confederation, 프랑스어: Confédération de Sénégambie)은 서아프리카에 존재했던 국가 연합이다. 1981년 7월 30일 감비아에서 발생한 쿠데타에 세네갈이 군대를 파견하여 진압하였다. 그 후 세네갈과 감비아 사이에서 연합이 되는 것을 합의하여 1982년 2월 1일에 세네감비아 연합이 출범했다.
세네갈과 감비아는 국회, 군사, 경제에 대해 통합을 실시했지만, 주권은 각 국가에서 유지된 상태였다. 그러나 주권의 다른 언어를 둘러싼 문제(세네갈은 프랑스어, 감비아는 영어를 공용어로 정하고 있었음)로 인해 양국 관계가 악화되면서 1989년 9월 30일 연합은 해체되었다.